# Max Haas (Architekt)
Max Haas (* 1847 in Mergentheim, Württemberg; † 2. Juni 1927 in Innsbruck) war ein deutsch-österreichischer Architekt des Späthistorismus.

## Leben

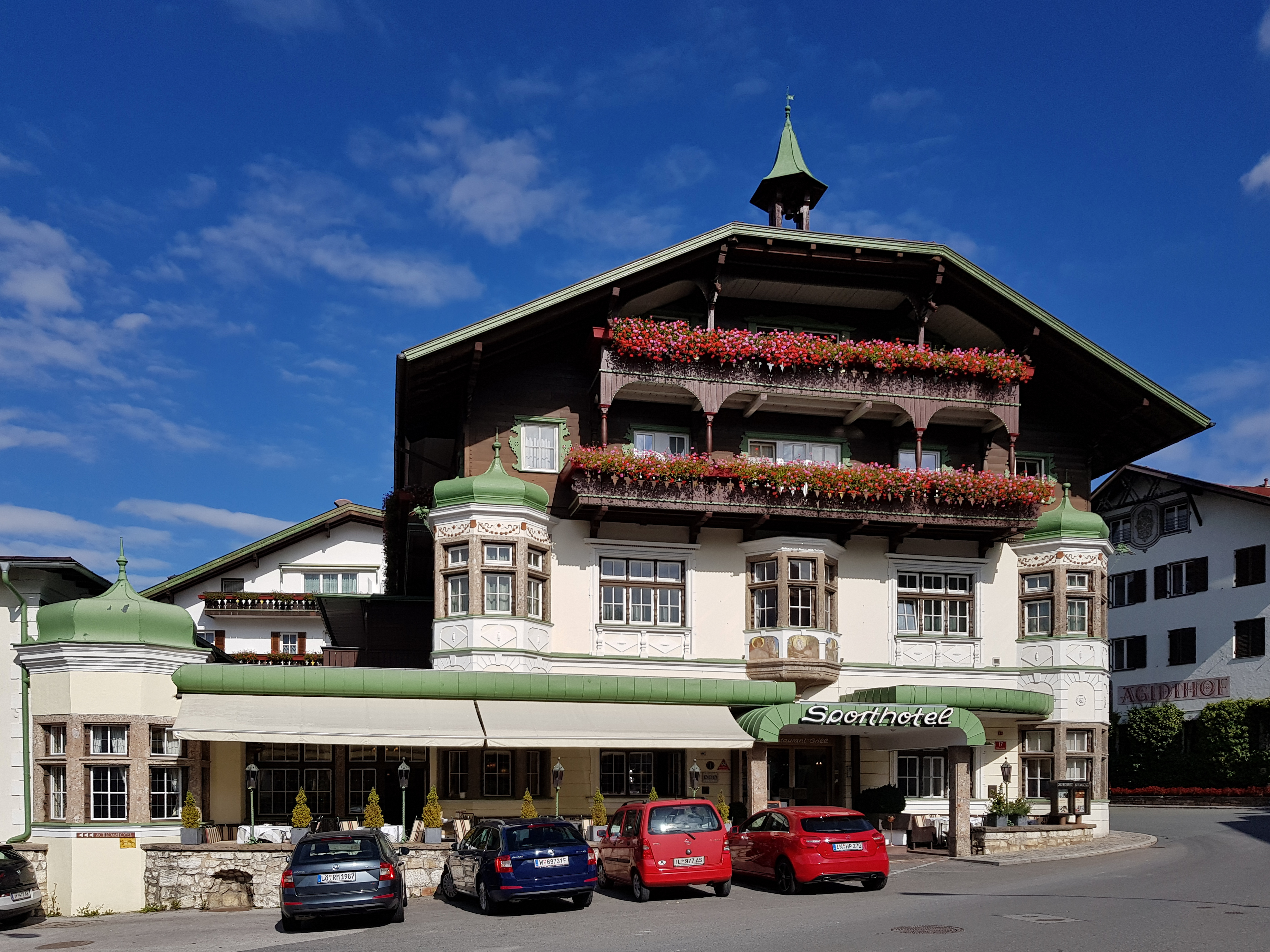
Sporthotel, Igls

Der aus Württemberg stammende Max Haas arbeitete elf Jahre lang im Büro von Heinrich von Ferstel in Wien. 1883 wurde er als Lehrer für Bauwissenschaften und Bauzeichnen an die Staatsgewerbeschule Innsbruck berufen, wo unter anderen Theodor Prachensky zu seinen Schülern zählte.
1885 wurde er als Vertreter der Fortschrittlichen Partei in den Innsbrucker Gemeinderat gewählt. Anlässlich der Versetzung in den Ruhestand 1907 wurde ihm vom Kaiser der Titel Baurat verliehen.
Haas entwarf Gebäude im Stil der Neorenaissance und der Neugotik, insbesondere aber in einer regionalen Bauweise. Dabei wählte er nicht den zu dieser Zeit beliebten Schweizerstil, sondern orientierte sich an Unterinntaler Bauernhöfen, deren Formen er ins Prächtige steigerte. Er prägte mit seinen Bauten insbesondere das Ortsbild von Igls im Wandel vom Bauerndorf zum Fremdenverkehrsort.

## Bauten und Entwürfe

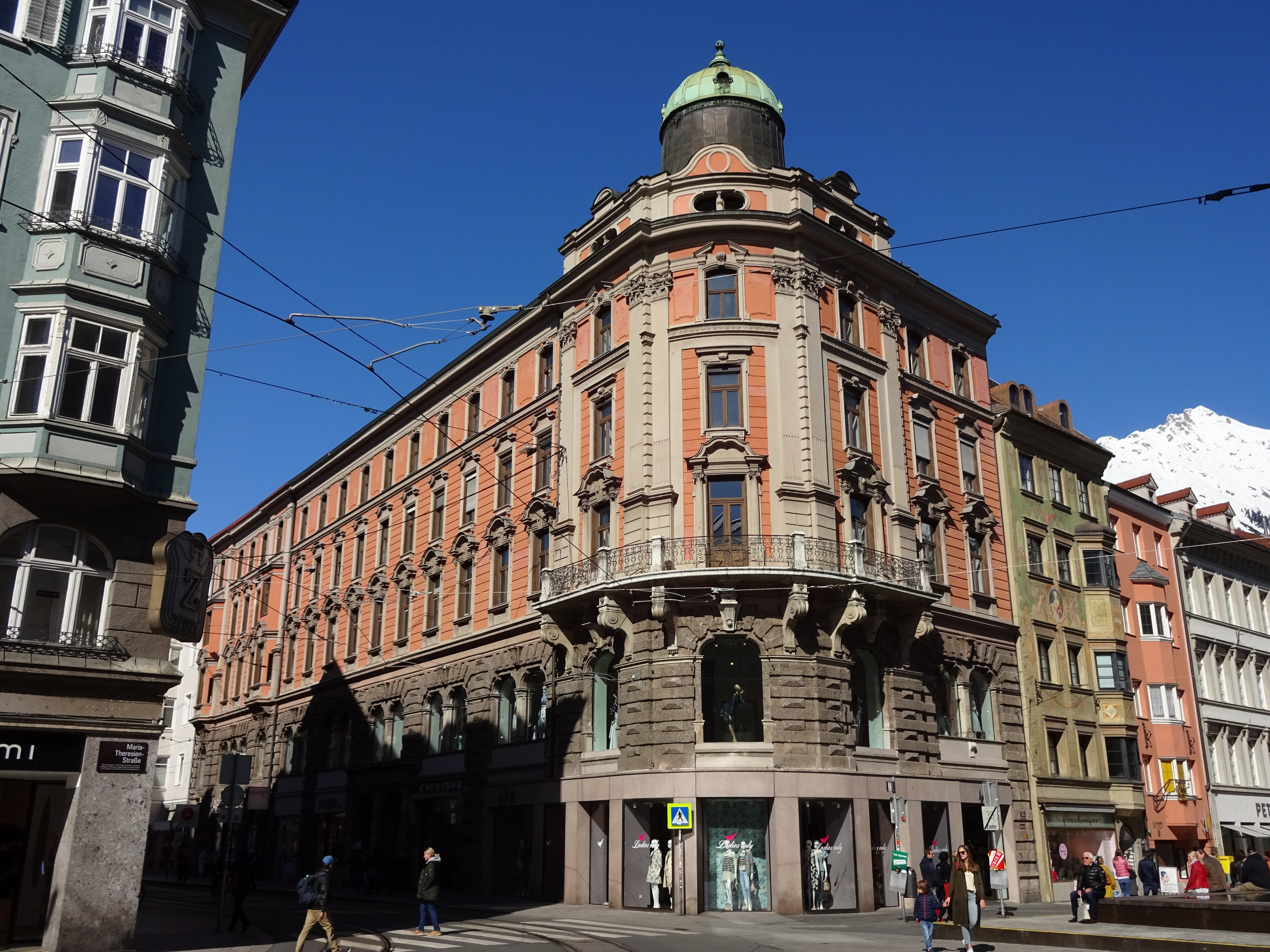
Eckhaus Maria-Theresien-Straße / Anichstraße

- 1883: Fertigstellung des von Heinrich von Ferstel begonnenen Hochaltars in der Schottenkirche in Wien[6]
- 1887: Entwurf für das Deutsche Haus in Brünn (nicht verwirklicht)
- 1887–1889: Umbau und Renovierung von Schloss Büchsenhausen[1]
- 1889: Sporthotel Altwirt in Igls
- um 1890: Villa Haas, Kur-Apotheke in Igls[7]
- 1889–1893: Wohn- und Geschäftshaus Maria-Theresien-Straße 24 / Anichstraße 2 in Innsbruck[8][9]
- 1889–1893: Wohn- und Geschäftshaus Anichstraße 2a in Innsbruck[10]
- 1893: Rathaus in Igls[11][12]
- 1894: Villa Schumacher (Haus Windegg) in Igls
- 1894: Grabdenkmal für Marie Zöhrlaut aus Milwaukee auf dem evangelischen Teil des Innsbrucker Westfriedhofs[13]
- 1894–1895: Erweiterung des Igler Hofs[5]
- 1901: Volksschule Franz-Fischer-Straße in Wilten[14][15]
- 1910: Milchlingsbrunnen in Bad Mergentheim[16]